# جوئل واترمن
جوئل واترمن (انگلیسی: Joel Waterman؛ زادهٔ ۲۴ ژانویهٔ ۱۹۹۶) بازیکن فوتبال اهل کانادا است.
از باشگاه‌هایی که در آن بازی کرده‌است می‌توان به باشگاه فوتبال مونترال اشاره کرد.
وی همچنین در تیم ملی فوتبال کانادا بازی کرده‌است.